# Cymru Alliance 1993–94
Cymru Alliance 1993–94 là mùa giải thứ tư của Cymru Alliance kể từ khi thành lập năm 1990. Đội vô địch là Rhyl. Mùa giải này cũng chứng kiến giải đấu mở rộng thành 18 đội bóng.

## Bảng xếp hạng
| XH | Đội               | Tr | T  | H  | T  | BT  | BB  | HS  | Đ    | Lên hay xuống hạng                 |
| -- | ----------------- | -- | -- | -- | -- | --- | --- | --- | ---- | ---------------------------------- |
| 1  | Rhyl (C)          | 34 | 28 | 3  | 3  | 110 | 28  | +82 | 87   | Lên chơi tạiLeague of Wales        |
| 2  | Welshpool Town    | 34 | 26 | 3  | 5  | 93  | 29  | +64 | 81   |                                    |
| 3  | Wrexham Reserves  | 34 | 20 | 6  | 8  | 83  | 38  | +45 | 66   |                                    |
| 4  | Llandudno         | 34 | 20 | 5  | 9  | 91  | 48  | +43 | 65   |                                    |
| 5  | Mostyn Town       | 34 | 20 | 3  | 11 | 85  | 67  | +18 | 63   |                                    |
| 6  | Brymbo            | 34 | 15 | 10 | 9  | 53  | 34  | +19 | 55   |                                    |
| 7  | Cemaes Bay        | 34 | 15 | 9  | 10 | 61  | 43  | +18 | 051* |                                    |
| 8  | Cefn Druids       | 34 | 14 | 5  | 15 | 74  | 72  | +2  | 47   |                                    |
| 9  | Lex XI            | 34 | 13 | 7  | 14 | 47  | 53  | −6  | 46   |                                    |
| 10 | Penrhyncoch       | 34 | 12 | 8  | 14 | 51  | 60  | −9  | 44   |                                    |
| 11 | Carno             | 34 | 12 | 6  | 16 | 57  | 76  | −19 | 42   |                                    |
| 12 | Buckley Town      | 34 | 10 | 11 | 13 | 47  | 55  | −8  | 41   |                                    |
| 13 | Rhayader Town     | 34 | 10 | 5  | 19 | 50  | 86  | −36 | 35   |                                    |
| 14 | Llanidloes Town   | 34 | 8  | 10 | 16 | 42  | 71  | −29 | 34   |                                    |
| 15 | Ruthin Town       | 34 | 8  | 8  | 18 | 49  | 79  | −30 | 32   |                                    |
| 16 | Knighton Town     | 34 | 6  | 8  | 20 | 39  | 78  | −39 | 26   |                                    |
| 17 | Rhos Aelwyd       | 34 | 6  | 6  | 22 | 30  | 81  | −51 | 24   |                                    |
| 18 | Gresford Athletic | 34 | 4  | 5  | 25 | 36  | 100 | −64 | 17   | Xuống chơi tạiWNL Premier Division |

Nguồn: Cymru Alliance
Quy tắc xếp hạng: 1. Điểm; 2. Hiệu số bàn thắng; 3. Số bàn thắng.
*Cemaes Bay bị trừ 3 điểm
(VĐ) = Vô địch; (XH) = Xuống hạng; (LH) = Lên hạng; (O) = Thắng trận Play-off; (A) = Lọt vào vòng sau. 
Chỉ được áp dụng khi mùa giải chưa kết thúc: 
(Q) = Lọt vào vòng đấu cụ thể của giải đấu đã nêu; (TQ) = Giành vé dự giải đấu, nhưng chưa tới vòng đấu đã nêu.